# Agustinas de Meaux
Las Hermanas Agustinas de Meaux (oficialmente en francés: Sœurs Augustines de Meaux) son una congregación religiosa católica femenina de derecho pontificio, cuyos orígenes se remontan a la fundación de una comunidad de agustinas, en el siglo XIII, para la atención del Grand Hôtel-Dieu de Meaux (Francia). Las monjas de dicho monasterio se convirtieron en congregación en 1904 con la aprobación pontificia. A las religiosas de este instituto se les conoce simplemente como agustinas de Meaux.

## Historia
Los condes de Meaux y de Brie fundaron el Hôtel-Dieu hacia el siglo VIII. Pero en el siglo XIII pasa a la administración de un grupo de mujeres sujetas a la Regla de San Agustín. La primera mención oficial sobre dichas agustinas de Meaux se hace un documento de 1244, donde se dice que las religiosas prestan atención a las mujeres del Hôtel-Dieu, mientras que los varones son atendidos por los trinitarios. Cuando en 1520, estos últimos abandonaron el hospital, las monjas se hicieron cargo de la atención integral de todos.
Las agustinas de Meaux fueron declaradas durante la Revolución francesa de pública utilidad, confirmado después en el gobierno de Napoleón, reconociéndola como una congregación hospitalaria en 1810. En 1845 las monjas fueron obligadas a abandonar el Hôtel-Dieu y desde 1850, añadieron a su trabajo pastoral la educación de la juventud.
El 28 de marzo de 1904, el papa Pío X reconoció a las agustinas de Meaux como congregación de derecho pontificio. Cincuenta y ocho años más tarde (1962), fueron agregadas a la Orden de San Agustín.
Varias congregaciones religiosas, especialmente a partir de la segunda mitad del siglo XX, se han fusionado con las agustinas de Meaux, tales como, las Agustinas Hospitalarias de Carpentras (1952), las Celestinas de Provins (1955),  las Agustinas del Inmaculado Corazón de María de Auxerre (1956), las Agustinas de Nuestra Señora del Rosario de Chamberry (1970), entre otras.

## Organización
Las Hermanas Agustinas de Meaux son una congregación religiosa de gobierno centralizado, el cual recae en la persona de la superiora general. En la actualidad el cargo lo ostenta la religiosa Marcelline Daeninck. La casa general se encuentra en Meaux.
Las agustinas de Meaux se dedican a la atención de los enfermos y de los ancianos, en clínicas y casas de reposo. En 2015, las religiosas eran solo 28, distribuidas en 5 casas, presentes en Bélgica, Francia y Reino Unido.